# Dryobalanops
Dryobalanops es un género botánico con siete especies de plantas con flores perteneciente a la familia Dipterocarpaceae.
El género tiene siete especies que se encuentran en los bosques tropicales del oeste de Malasia (Sumatra, Península de Malasia y Borneo). Se encuentra entre las más abundantes especies de árboles emergentes de estos bosques.
El género es de considerable importancia económica por su madera que es vendida con la marca registrada de Kapur. La madera es dura y consistente para la construcción de muebles. D. aromatica era una importante fuente de alcanfor.

## Taxonomía
El género fue descrito por Karl Friedrich von Gärtner y publicado en Supplementum Carpologiae 49. 1805. La especie tipo es:  Dryobalanops aromatica
Etimología
Dryobalanops: nombre genérico que deriva del griego (dryas = una ninfa de los robles y balanops = bellota) y describe la forma de la bellota. 

## Especies seleccionadas
- Dryobalanops aromatica
- Dryobalanops beccarii
- Dryobalanops fusca
- Dryobalanops keithii
- Dryobalanops lanceolata
- Dryobalanops oblongifolia
- Dryobalanops rappa